# Омар Бонго
Ель-Хадж Омар Бонго Ондимба (фр. El Hadj Omar Bongo Ondimba; ім'я при народженні — Альберт Бернар Бонго; 30 грудня 1935 — 8 червня 2009) — габонський державний діяч, президент Республіки Габон у 1967—2009 роках, став президентом у віці 32 років, був наймолодшим президентом у світі на той момент. Після смерті тоголезького президента Гнассінгбе Ейадема в лютому 2005 року він став найбільш довговічним президентом в Африці і найбільш довгоправлячим главою держави у світі.

## Біографія

### Ранні роки та служба в армії
Омар Бонго народився в місті Леваї (зараз Бонговілль) в Східному Габоні, біля кордону з Республікою Конго. Окрім нього, в сім'ї було ще одинадцять дітей. Його батько помер, коли йому було сім років.
Закінчивши середню школу, Бонго пішов працювати на пошту. Але незабаром вирішив розпочати військову кар'єру. Завдяки невисокому зросту і міцному здоров'ю, був відправлений військовою комісією на навчання в льотну школу. Після її закінчення, Бонго два роки прослужив у ВПС Габону в чині лейтенанта. У 1959 році одружився з Марі Жозефін Нкама, яка стала матір'ю, їх сина Алі бен Бонго Ондімба — президента Габону в 2009—2023 роках.

### Початок політичної кар'єри
Політична кар'єра Альберта Бернара Бонго почалася в 1960 році, коли Габон отримав незалежність від Франції. Під час перших парламентських виборів у незалежному Габоні Бонго став помічником у виборчій компанії свого приятеля, який був близькою людиною першого президента Габону Леона Мба. В результаті приятель був призначений Міністром охорони здоров'я, а Бонго одержав місце у МЗС.
У 1962 році він очолив адміністрацію президента. В 1964 році відбувся перший і єдиний військовий переворот в Габоні, Президент Леон Мба був викрадений, а Бонго став заручником на військовій базі в столиці Лібревіль. Через два дні союзники допомогли відновити уряд Леона Мба. Бонго став віце-президентом Габону у 1966 році при президенті Леоні Мба.

### На посаді президента
Бонго зайняв президентську посаду після смерті Леоні Мба 28 листопада 1967 року. Бонго прийняв іслам в 1973 році і змінив своє ім'я на Омар. У 2003 році до імені він додав прізвище Ондимба.
На початку 1990-х Бонго поклав кінець однопартійній системі в Габоні, при якій домінуючою партією була Габонська демократична партія, і дозволив провести багатопартійні вибори. Вибори проводилися в 1993 та 1998: Бонго переміг обидва рази, набравши 51,2 % і 66,88 %.
Президентські вибори проводилися в 1973, 1979, 1986, 1993, 1998 і 2005, в результаті яких Бонго вигравав. У 2006 році 71-річний президент Габону заявив, що збирається переобиратися черговий раз на посаду в 2012 році.
|  | У мене немає очевидного наступника. Хто говорить, що зміна влади можлива тільки шляхом перевороту? Я буду балотуватися в 2012 році, якщо Бог дасть мені сили. |

У 2003 році була змінена конституція. Зміни дозволяли обиратися президентом необмежену кількість разів. Критики звинуватили Бонго в тому, що він хоче встановити довічну диктатуру. Бонго виставив свою кандидатуру на президентських виборах 2005 року. 6 жовтня 2005 було оголошено, що вибори будуть проведені 27 листопада. Згідно з офіційними результатами, Бонго переміг зі значною перевагою, набравши 79,2 %. Переможець склав присягу 16 січня 2006.
Колись наймолодший президент на африканському континенті, Бонго беззмінно правив Габоном більше сорока років. Втримавшись при владі в результаті кількох спроб державного перевороту і замаху на його життя, Бонго став самим довгоправлячим главою держави у світі. За його влади в Габоні, який завдяки великим покладам нафти й інших корисних копалин є однією з найбагатших країн у регіоні, розквітла корупція, а більшість із півтора мільйона мешканців залишаються бідними.
Дружина Бонго — лікар, доктор-педіатр — є дочкою конголезького президента Сассу-Нгессо. Його син, Алі бен Бонго, був міністром закордонних справ, міністром оборони, а нині є чинним президентом Габону.
Бонго був рекордсменом не тільки за кількістю років перебування при владі, але й за кількістю нерухомості, придбаної у Франції. У ході розслідування, проведеного бригадою фінансової поліції Франції, з'ясувалося, що йому і його родичам належало 33 одиниці нерухомості в Парижі й на Лазурному березі, включаючи особняк на Єлисейських полях, вартістю 18 мільйонів євро.

## Виноски
1. ↑  Помер президент Габону, який правив найдовше з усіх лідерів світу[недоступне посилання з липня 2019]
2. ↑  BBC NEWS | Africa | Bongo's 40 years of ruling Gabon. Архів оригіналу за 15 липня 2018. Процитовано 8 червня 2009.
3. ↑  Bongo wins re-election in Gabon. Архів оригіналу за 24 серпня 2017. Процитовано 8 червня 2009.
4. ↑  [недоступне посилання]